# Олександр Довженко. Одеський світанок (фільм, 2014)
«Олександр Довженко. Одеський світанок» (англ. Oleksandr Dovzhenko. Odessa Debut) — український короткометражний документальний фільм 2014 року, що розповідає історію становлення видатного кінорежисера Олександра Довженка, який знімає свої перші фільми в Одесі.
Фільм режисера Артема Антонченка за сценарієм Костянтина Коновалова.
Кінофільм створено за фінансової підтримки Держкіно.Фільм є результатом спільного виробництва компанії «ІнсайтМедіа» (Київ) та Одеської кіностудії (Одеса).

## Сюжет
Олександр Довженко під час життя в Одесі знімає перші фільми. Сучасні відомі кіномитці коментують цей період творчості Довженка. Реконструкції моментів творчих пошуків великого майстра занурюють глядача в атмосферу кіновиробництва 20-х років минулого сторіччя. Використовуються кадри з фільмів 20-х років.

## У ролях
Сергій Бабкін, Сніжана Бабкіна, Максим Фірсенко, Валерій Авдєєв, Олександр Біленко, Дмитро Латишков, Сергій Чернов, Олександр Рисаков, Леонід Алексєєнко, Владислав Волк, Павло Бачинський.

## Знімальна група
- Автор сценарію — Костянтин Коновалов
- Режисер-постановник — Артем Антонченко
- Продюсери — Володимир Філіппов, Андрій Суярко, Алла Овсяннікова, Максим Фірсенко (лінійний)
- Оператор — Сергій Міщенко
- Композитор — Ігор Стецюк
- Монтаж — Віктор Маляренко
- Художник-постановник — Ігор Філіппов
- Художник по костюмах — Євгенія Ємельяненко
- Звукорежисер — Володимир Колесник